# خدرنق منظاري
خدرنق منظاري (الاسم العلمي: Cheiracanthium spectabile) هو نوع من العنكبوتيات يتبع جنس الخدرنق من الفصيلة العناكب الكيسية.